# Friedrich Wilhelm Marpurg

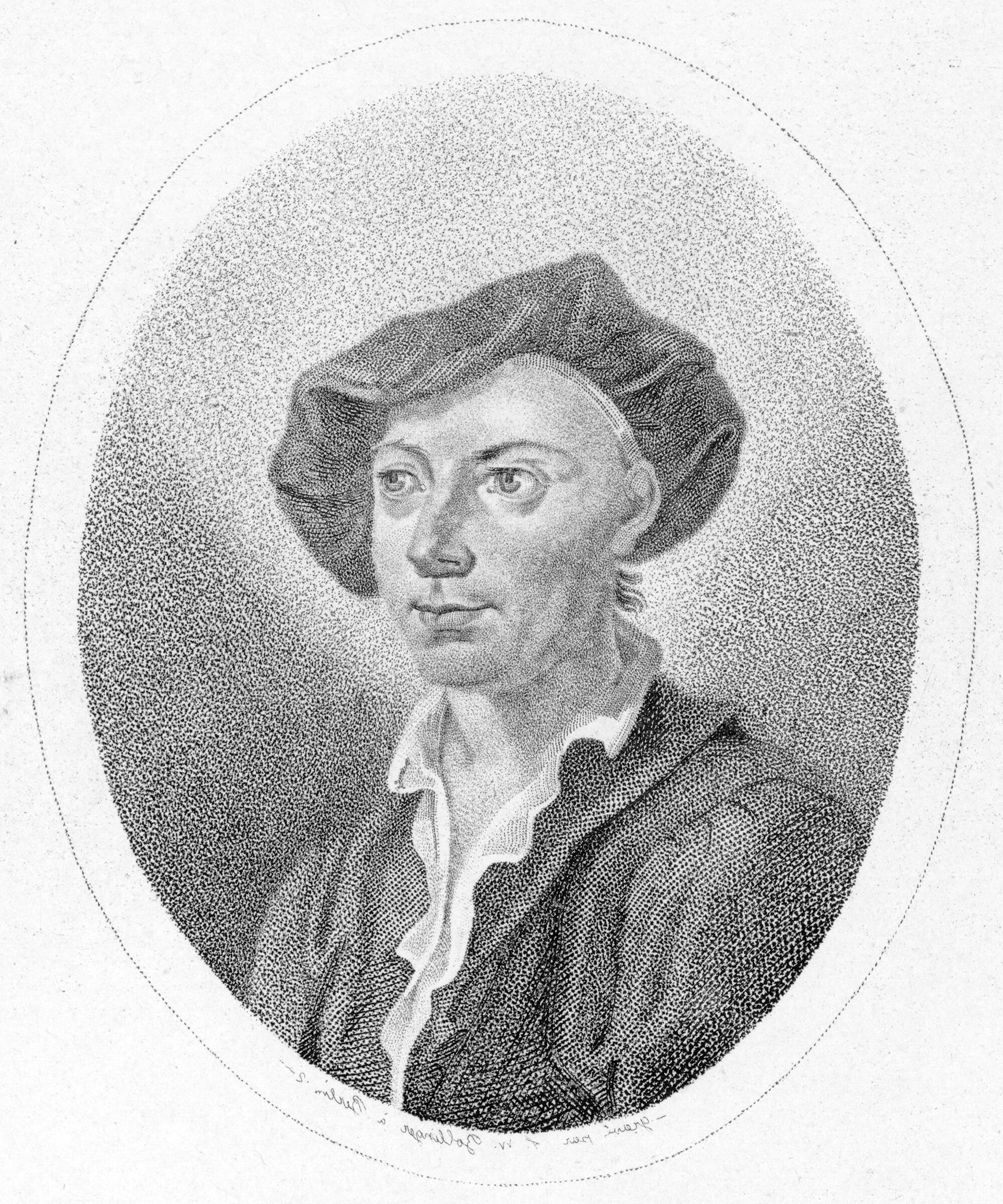
Friedrich Wilhelm Marpurg, Kupferstich von Friedrich Wilhelm Bollinger (1777–1825)

Friedrich Wilhelm Marpurg (* 21. November 1718 auf dem Seehof in Wendemark (Altmark); † 22. Mai 1795 in Berlin) war ein deutscher Musiktheoretiker, -kritiker und -historiker der Aufklärung.

## Leben
Marpurgs Lebensdaten sind nur unvollständig überliefert. Gesichert ist, dass er in seiner Jugend eine gute Ausbildung genoss und mit Johann Joachim Winckelmann und Gotthold Ephraim Lessing befreundet war. Er studierte ab 1738 Jura in Jena, ab 1739 in Halle (Saale). Als Student schrieb er ein Pasquill gegen einen alten Magister in Jena und musste daraufhin zuerst nach Holland, dann nach Argentan/Orne in Frankreich flüchten, um einer durch den preußischen König erlassenen Gefängnisstrafe in Spandau zu entgehen. Ab 1748 studierte Marpurg an der Brandenburgischen Universität in Frankfurt/Oder. Er übernahm im Frühjahr 1749 als Nachfolger von Christian Gottfried Krause (1719–1770) die Stelle eines Sekretärs des Generals Friedrich Rudolf Graf Rothenburg (1710–1751), durch den er vermutlich die Bekanntschaft von Voltaire, d’Alembert und Rameau machte.
Marpurgs Angebot, exklusiv für Breitkopf zu schreiben, schlug der Musikverlag 1757 aus. Im Jahre 1760 trat er eine Stelle bei der königlichen Lotterie an; 1763 wurde er zu deren Direktor ernannt und erhielt den Titel eines Preußischen Kriegsrats. 1766 kam in Hamburg sein Sohn Johann Friedrich zur Welt, der später als Geiger Karriere machte.
Marpurgs Streitlust und seine Lust an öffentlicher Polemik brachten ihm viele Feinde ein. Zeitgenossen beschreiben aber auch seine ausgelassene Leutseligkeit und Höflichkeit; beide Charakterzüge, galanter Umgangston und scharfzüngige Polemik, weisen auf seine Prägung durch die französische Aufklärung. Johann Philipp Kirnberger dagegen, der als mürrisch und menschenscheu bekannt war und dem das Schreiben zeitlebens schwerfiel, fasste die endlosen Sticheleien in den kritischen Briefen als persönliche Beleidigung auf.
Friedrich Wilhelm Marpurg starb 1795 im Alter von 76 Jahren in Berlin. Sein nicht erhaltenes Grab befand sich auf einem der Friedhöfe vor dem Halleschen Tor. Auf welchem genau, ist nicht bekannt.

## Werk

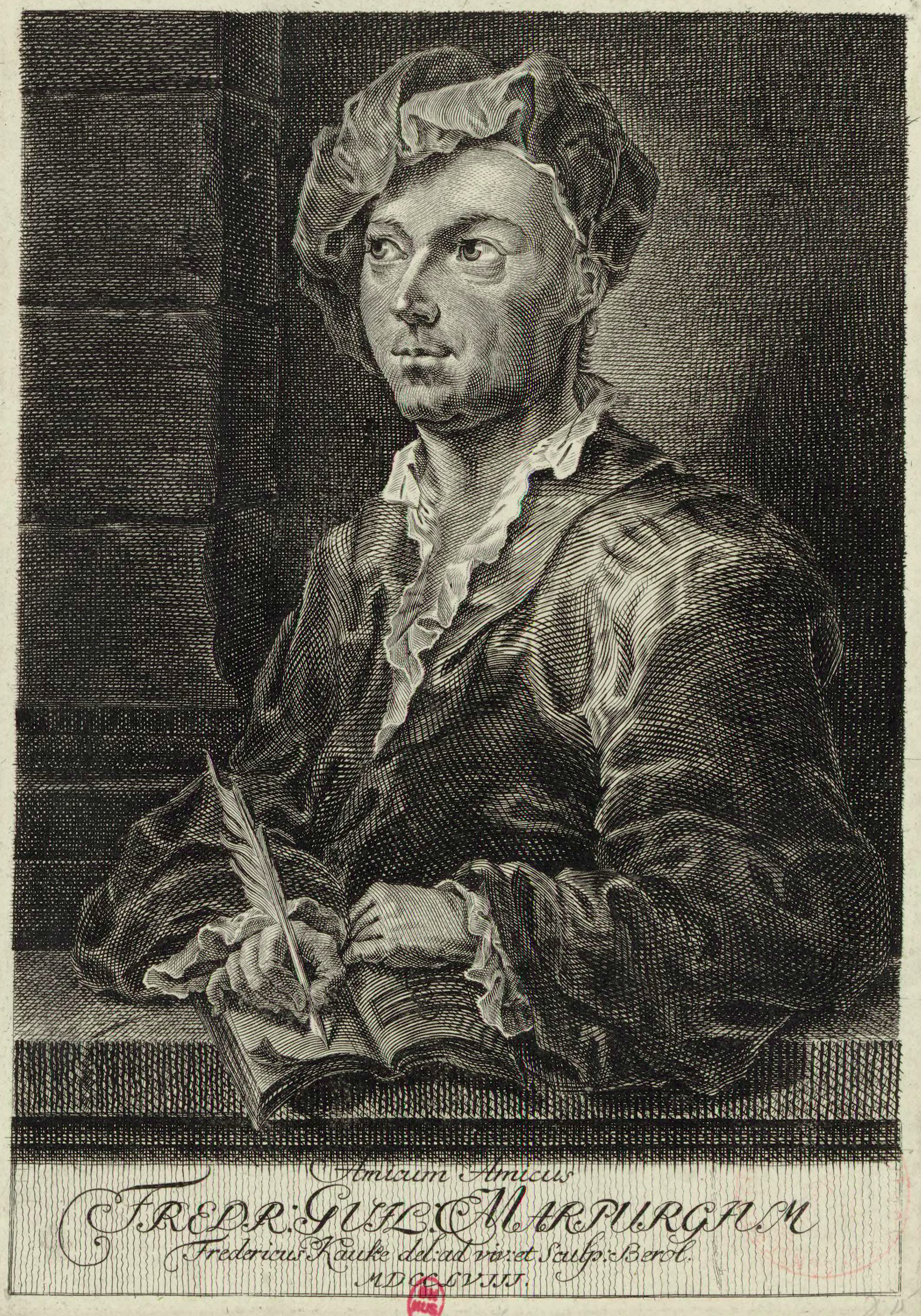
Friedrich Wilhelm Marpurg (nach Fr. Kauke, 1758)

Der größte Teil von Marpurgs musikalischen Publikationen fällt in die Jahre 1750–1763. Als Direktor der Lotterie tat er sich mit zwei Schriften zur Lottotheorie hervor, fuhr aber auch fort, in größeren Abständen Beiträge zur Musik zu veröffentlichen. Eine der ersten (und einflussreichsten) Arbeiten Marpurgs war sein Fugentraktat: Die Abhandlung von der Fuge enthält unter anderem Beispiele aus Bachs Kunst der Fuge und gilt heute als älteste Quelle für die Aufführungspraxis dieses Werkes (1753). Das Handbuch bey dem Generalbasse und der Composition sowie die Übersetzung von d'Alemberts Elémens de musique begründeten die Rameaurezeption in der deutschsprachigen Harmonielehre.
Andere Bücher behandeln Fragen der Aufführungspraxis, Vokalmusik, Musikgeschichte, mathematischen Musiktheorie u. v. m. Besonders bemerkenswert sind die Zeitschriftenprojekte, mit denen Marpurg in der Nachfolge von Mattheson und Scheibe die deutsche Musikkritik weiter etablierte und um eine aufklärerische Note bereicherte. In seinen kritischen Briefen über die Tonkunst finden sich bedeutende Beiträge zur Theorie des Takts, zur Odenästhetik und vielen weiteren Themen. Die Ergebnisse seiner Experimente mit der antiken Wasserorgel sind im Manuskript erhalten.
Marpurg wurde durch seine zahlreichen Schriften zu einem der führenden deutschen Theoretiker des späten 18. Jahrhunderts und ist neben Kirnberger, Schulz und Agricola einer der Vertreter einer (in sich zerstrittenen) „Berliner Schule“ der Musikkritik und -theorie. C. F. D. Schubart nannte ihn einen „der größten mus. Theoretiker in ganz Europa“.

## Werkauswahl

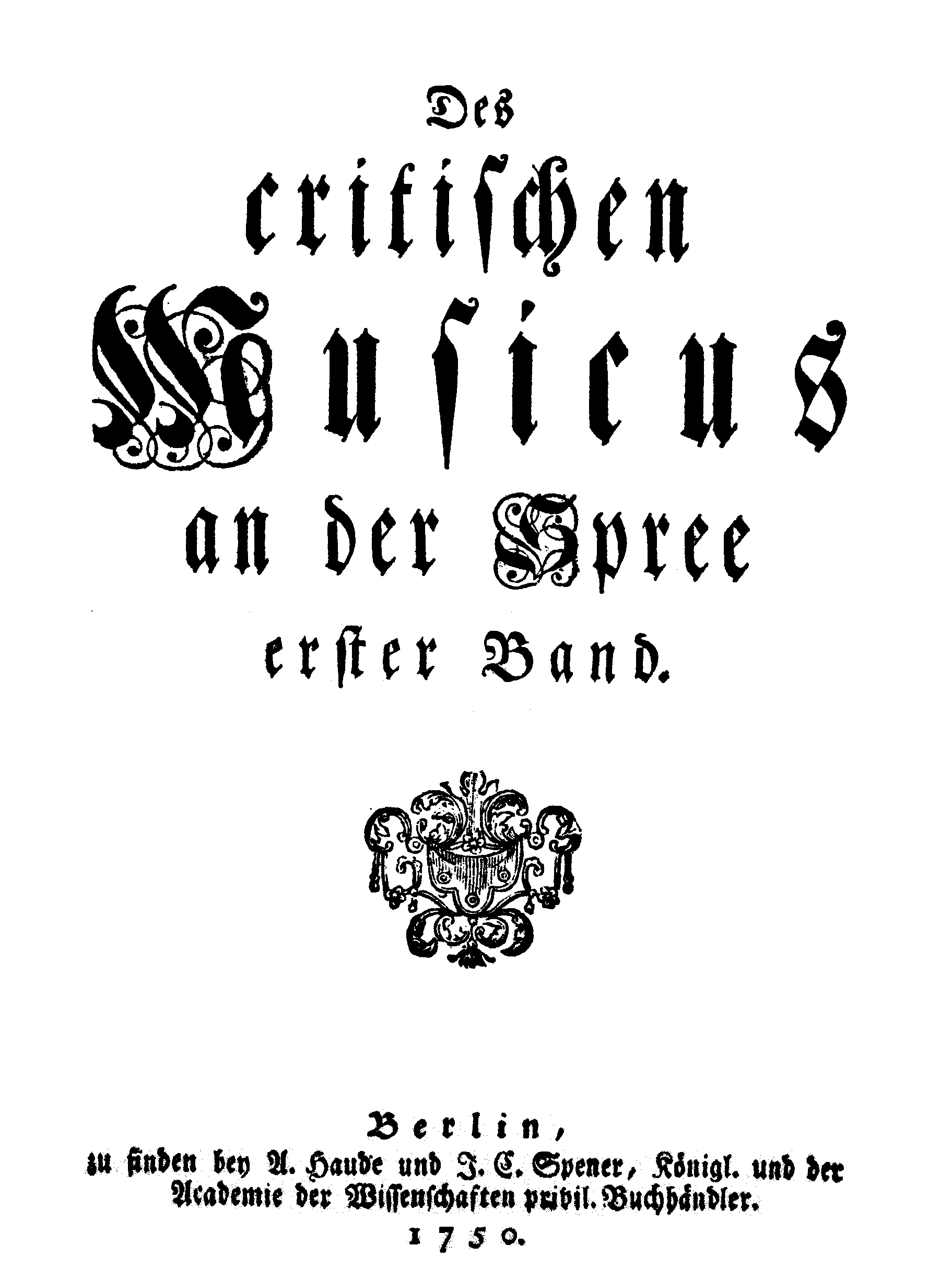

- Der critische Musicus an der Spree, 1750.
- Die Kunst das Clavier zu spielen, 1750, erw. Ausg. 1762.
- Abhandlung von der Fuge, 1753.
- Historisch-kritische Beyträge zur Aufnahme der Musik, 1754–1778.
- Anleitung zum Clavierspielen, 1755. Online-Version (in Auszügen).
- Anfangsgründe der theoretischen Musik, 1757/60.
- Handbuch bey dem Generalbasse und der Composition, 1755–1762.
- Anleitung zur Singcomposition, 1758/59.
- Herrn Georg Andreas Sorgens Anleitung zum Generalbass und zur Composition. Mit Anmerkungen von Friedrich Wilhelm Marpurg. Lange, Berlin 1760. Digitalisat in der Google-Buchsuche.
- Kritische Einleitung in die Geschichte und Lehrsätze der alten und neuen Musik, 1759.
- Kritische Briefe über die Tonkunst, 1759–1763.
- Anleitung zur Musik überhaupt, und zur Singkunst besonders, 1763.
- Die Kunst sein Glück spielend zu machen. Oder ausführliche Nachricht von der italienischen, und nach Art derselben zu Berlin, Paris und Brüssel etc. errichteten Zahlen-Lotterie zwischen 1 und 90 : mit beygefügten Planen, sein Geld bey selbiger mit Vortheil anzulegen, 1765.
- Anfangsgründe des Progreßionalcalculs überhaupt, und des figürlichen und combinatorischen besonders, wie auch des logarithmischen, trigonometrischen und Decimalcalculs, nebst der Lehre von der Ausziehung der Wurzeln und der Construction der eckigten geometrischen Körper. Mit 44. Kupfertafeln. Berlin und Stralsund 1774. Digitalisat in der Google-Buchsuche.
- Versuch über die musikalische Temperatur, nebst einem Anhang über den Rameau- und Kirnbergerschen Grundbaß. Korn, Breslau 1776. Digitalisat.
- Legende einiger Musikheiligen, 1786.
- Neue Methode allerley Arten von Temperaturen dem Claviere aufs bequemste mitzuteilen, 1790.
- Friedr. Wilh. Marpurgs Fugen-Sammlung. Erster Theil. gedruckt bey Johann Gottlob Immanuel Breitkopf, Leipzig 1758.[5]